# زواج المثليين في كواويلا
أصبح زواج المثليين قانونيا في الولاية المكسيكية كواويلا منذ 17 سبتمبر 2014، استنادًا إلى تاريخ دخول القانون الذي يشرع زواج المثليين الذي تم إقراره في 1 سبتمبر 2014. قبل إصدار القانون، كانت الاتحادات المدنية للشركاء المثليين قانونية. جعل إقرار مشروع قانون زواج المثليين من ولاية كواويلا الولاية القضائية الثانية في المكسيك، وأول ولاية (إذ أن مدينة مكسيكو هي مقاطعة فيدرالية)، تقنن زواج المثليين عبر القانون التشريعية. قننت فقط كل من مدينة مكسيكو وولاية كينتانا رو زواج المثليين قبل ولاية كواويلا.

## الاتحادات المدنية
بدأت مناقشة تقنين الاتحادات المدنية المثلية في كواهويلا منذ نوفمبر 2006، بالتزامن مع النقاش الدائر حولها في مدينة مكسيكو.
في 11 يناير 2007، في تصويت 20 صوتا لصالح مقابل 13 صوتا ضد (20-13)، صوت كونغرس كواويلا لتقنين الاتحادات المدنية المثلية تحت اسم هذا «عقد التضامن المدني»، والذي أعطى الملكية والميراث حقوق الزوجين من نفس الجنس. على غرار ميثاق التضامن المدني في فرنسا وشراكة الحياة المسجلة في ألمانيا.
| الحزب                         | الأعضاء | لصالح | ضد | لم يصوت | غائب |
| ----------------------------- | ------- | ----- | -- | ------- | ---- |
| الحزب الثوري المؤسساتي        | 20      | 19    |    |         | 1    |
| حزب العمل الوطني              | 9       |       | 9  |         |      |
| حزب الثورة الديمقراطية        | 2       |       | 1  |         | 1    |
| الاتحاد الديمقراطي في كواويلا | 2       |       | 2  |         |      |
| حزب الخضر البيئي المكسيكي     | 1       |       | 1  |         |      |
| حزب العمال المكسيكي           | 1       | 1     |    |         |      |
| العدد الإجمالي                | 35      | 20    | 13 |         | 2    |

قالت عضوة الكونغرس خولييتا لوبيز، التي عرضت مشروع القانون، عن الحزب الثوري المؤسساتي الذي صوت 19 نائبا منهم لصالح القانون: "يعتبر عقد التضامن المدني استجابة معقولة لوجود المواطنين الذين كانوا عادة ضحايا التمييز، الإهانة وسوء المعاملة، وهذا لا يجب أن نفعل مع الأخلاق، وليس له أي علاقة مع القانونية. كبشر، لدينا لحمايتهم كما هم". قال النائب لويس ألبرتو ميندوزا، عن حزب العمل الوطني، والذي عارض القانون، إنه "هجوم على الأسرة"، وهي المجموعة الطبيعية للمجتمع ويتشكل من قبل رجل وامرأة." بخلاف ذلك، لم يلق عقد التضامن المدني معارضة تذكر ورفض الأسقف راؤول فيرا، الذي ترأس أبرشية سالتيلو الكاثوليكية، إدانة القانون. بينما أصر فيرا على أنه "لا يمكن أن تتزوج امرأتان أو رجلان"، فقد رأى أيضًا المثليين أقلية مستضعفة. "اليوم نحن نعيش في مجتمع يتكون بطريقة مختلفة. هناك أشخاص لا يريدون الزواج بموجب القانون أو في الكنيسة. إنهم بحاجة إلى حماية قانونية. لا ينبغي أن أتخلى عن هؤلاء الناس." على عكس قانون مدينة مكسيكو، بمجرد تسجيل الشركاء المثليين في كواويلا، تحمي الولاية حقوقهم بغض النظر عن المكان الذي يعيشون فيه في البلاد. بعد عشرين يومًا من إقرار القانون، وقع أول اتحاد مدني مثلي في سالتيو. كان بين كارينا آلماغوير البالغة من العمر 29 عاما وكارلا لوبيز، وهما شريكتان مثليتان من ولاية تاموليباس. بين عامي 2007 و 2010، دخل 196 من الشركاء المثليين في عقد التضامن المدني، ولم يتم إلغاء أي منهم.

## زواج المثليين
في 5 مارس 2013، قدم عضو الكونغرس صموئيل أسيفيدو فلوريس، عن الحزب الاجتماعي الديمقراطي، مشروع قانون إلى كونغرس كواويلا لتشريع زواج المثليين وتبني المثليين للأطفال. في 11 فبراير 2014، وافق الكونغرس على تبني الأزواج المثليين للأطفال بأغلبية 23 صوتًا مقابل صوتين ضد (23-2). ومع ذلك، استمر النقاش حول زواج المثليين. في 8 أغسطس 2014، بدأ الكونغرس مرة أخرى مناقشات بشأن زواج المثليين. وتم اقرار مشروع القانون في 1 سبتمبر 2014، وهو ما جعل كواويلا الولاية القضائية الثانية التي تصلح القانون المدني والولاية القضائية الثالثة حيث يمكن للأزواج المثليين الزواج دون أمر قضائي. دخل القانون حيز التنفيذ في 17 سبتمبر 2014، وتزوج أول زوجين مثليين في 20 سبتمبر. تنص المادة 139 من قانون الأسرة الآن على ما يلي:
- (بالإسبانية: El matrimonio es la unión de dos personas que consienten en realizar una comunidad de vida basada en el afecto، respeto، igualdad de trato y ayuda mutua، y toman de manera libre، Responsable، voluntaria e informada، las decisiones reproductivas que se ajustan a su proyecto de vida، incluida la posibilidad de procrear ooptar.)‏
- (باللغة العربية: الزواج هو اتحاد شخصين يوافقان على القيام بحياة مشتركة على أساس المودة والاحترام والمعاملة المتساوية والمساعدة المتبادلة، واتخاذ القرارات الإنجابية بحرية ومسؤولية وطوعية وغير رسمية وفقاً لمشروع حياتهم، بما في ذلك إمكانية الإنجاب والتبني.)

| الحزب                       | الأعضاء | لصالح | ضد | لم يصوت | غائب |
| --------------------------- | ------- | ----- | -- | ------- | ---- |
| الحزب الثوري المؤسساتي      | 15      | 12    |    |         | 3    |
| حزب العمل الوطني            | 2       | 2     |    |         |      |
| حزب الخضر البيئي المكسيكي   | 2       | 1     |    |         | 1    |
| حزب التحالف الجديد          | 2       | 2     |    |         |      |
| حزب كواويلا أولا            | 2       | 1     |    |         | 1    |
| الحزب الديمقراطي الاجتماعي  | 1       | 1     |    |         |      |
| الاتحاد الديمقراطي لكواويلا | 1       |       | 1  |         |      |
| العدد الاجمالي              | 25      | 19    | 1  |         | 5    |

### الاحصائيات
من سبتمبر 2014 إلى يونيو 2017، تم إجراء 453 حالة زواج المثليين في الولاية.
بحلول يوليو 2018، كان 736 من الأزواج المثليين قد تزوجوا في كواويلا.
أظهرت البيانات المنشورة في أغسطس 2018 أن حوالي نصف حالات زواج المثليين التي تتم في كواويلا تضمنت شريكًا من ولاية أو دولة أخرى.

## الرأي العام
وجد استطلاع للرأي عام 2017 أجرته مؤسسة مجلس الاتصالات الاستراتيجية أن 44% من سكان كواويلا يؤيدون زواج المثليين. كان 52% يعارضون ذلك.
وفقًا لمسح أجرته في عام 2018 أجراه المعهد الوطني للإحصاء والجغرافيا، عارض 47% من سكان كواويلا زواج المثليين.